# Johann Wilhelm Krause
Johann Wilhelm Krause   (Dziećmorowice, 1 de juliol de 1757 - Tartu, 10 d'agost de 1828 (Julià)) va ser un arquitecte alemany del Bàltic. El seu treball més notable va ser el disseny de l'edifici principal de la Universitat de Tartu.
Va néixer a Dittmannsdorf, Alemanya.

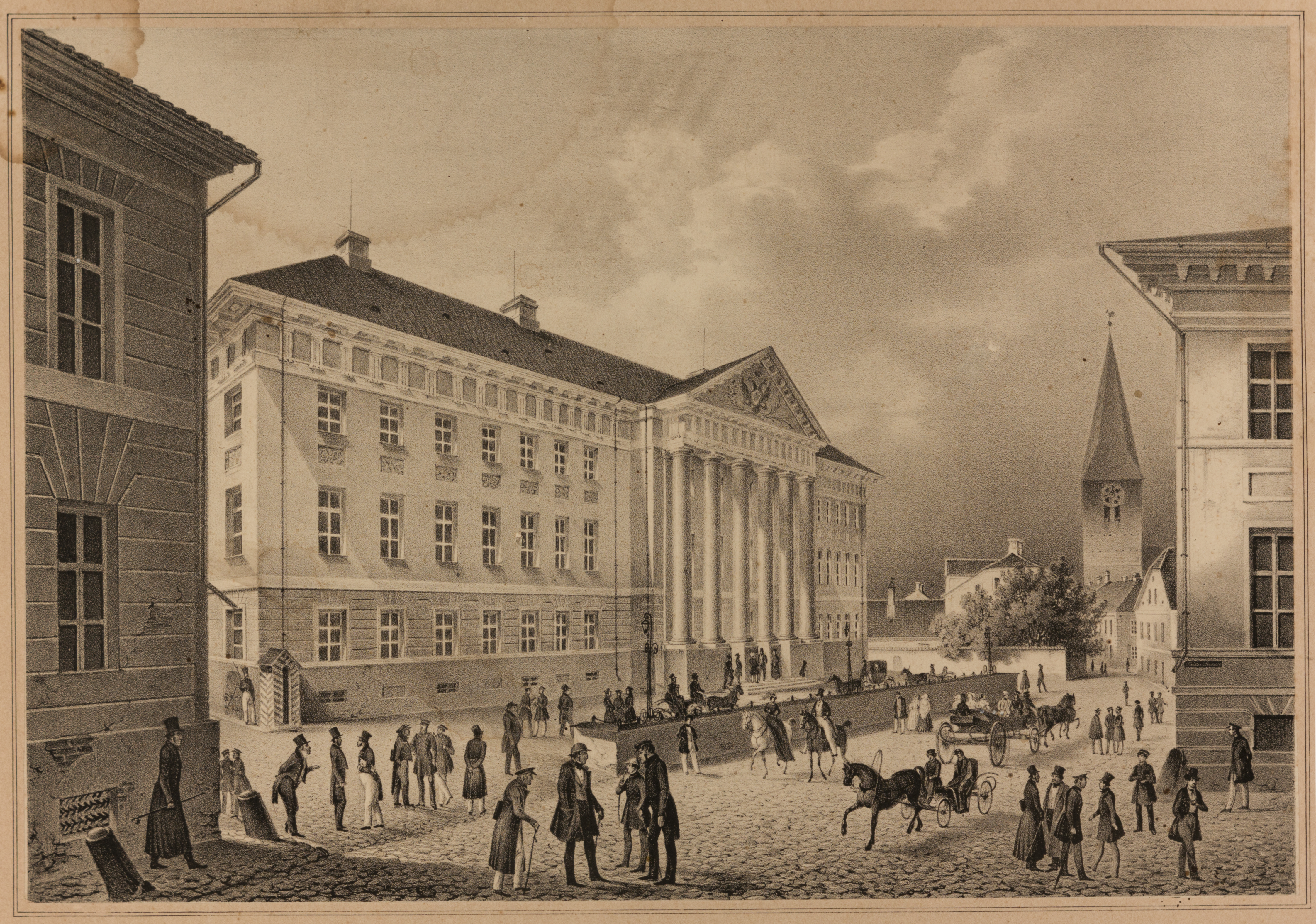
Edifici principal de la Universitat de Tartu el 1845

Abans de 1787 estava al servei dels militars d'Anglaterra. El 1787 va arribar a Livònia i va començar a treballar com a mestre a casa. El 1803 va ser escollit professor de la Universitat de Tartu. Durant el període Tartu va dissenyar diversos edificis a Tartu.
Va morir a Tartu.

## Obres
Krause va dibuixar i pintar tota la seva vida. Va ser coautor de l'Atles de Livonia de Ludwig August Mellin]], publicat el 1798. Aquesta va ser la primera col·lecció de mapes completa de Letònia i Estònia, completada el 1797 i publicada el 1798. Va produir nombrosos dibuixos arquitectònics i esbossos com a material didàctic. La Biblioteca de la Universitat de Tartu conté més d'un miler dels seus dibuixos sèpia, tinta i llapis.
Encara que a Krause li agradava viatjar, es va mantenir sedentari després de la seva joventut i es va veure obligat a viatjar només en la seva imaginació. Se sap que va estar interessat pels escrits de viatges des de ben jove i va quedar fascinat per ells fins al final de la seva vida. D'altra banda, com a arquitecte, s'interessava per l'art arquitectònic de terres llunyanes. Pel que sembla, per això va tornar a dibuixar il·lustracions dels diaris de viatges científics contemporanis, viatjant a través d'elles a altres terres i èpoques. El període més fructífer d'aquesta activitat va ser 1820-1827.
Era un hobby, però probablement també utilitzava les seves imatges per il·lustrar conferències. De les assignatures enumerades al pla d'estudis d'enginyeria civil, podia utilitzar les seves obres a classes d'història i història de l'arquitectura, així com dibuixos i còpies lliures de dibuixos arquitectònics.
La majoria dels llibres de viatges utilitzats per Krause es titulaven Voyage pittoresque (viatge pintoresc). El terme era molt popular a l'època, expressant el desig d'explorar i descobrir coses noves a través de l'experiència personal. Aquest plantejament es va iniciar als segles XVII-XVIII, va culminar en el segle de les Llums i va ser substituïda per la literatura de viatges basada en principis científics a la primera meitat del segle XIX. Un altre aspecte era la creença en el paper especial de l'art i en la bellesa com a forma primària de bondat i veritat. Va ser en aquesta època quan l'interès per l'Islam i l'Antic Egipte també va començar a créixer. El més important va ser, per descomptat, el redescobriment i l'estudi de l'antiguitat, però l'art egipci també va ser valorat i considerat el bressol de la civilització humana.
En els seus dibuixos, Krause va copiar cultures tant exòtiques com europees. Estava especialment interessat en Sicília, Espanya, Àsia Menor i Egipte. És un dels primers artistes alemanys del Bàltic que van representar Orient i Egipte.
- 1803-1809 edifici principal de la Universitat de Tartu[1]

- Antic teatre anatòmic (1803–1805 la seva part central, i 1825–1827 les seves ales)[1]

- 1804-1807 reestructuració de les ruïnes de la catedral de Tartu a la Biblioteca de la Universitat de Tartu.[1]